# Grup Tácito
El Grup Tácito va ser un grup d'intel·lectuals, polítics i periodistes espanyols, molts d'ells provinents del franquisme, que en la dècada de 1970, van apostar per una sortida democràtica al règim dictatorial i que van tenir influència en diferents sectors vinculats al sistema, estant actius durant el període de la Transició Espanyola entre 1973 i 1976.
Es considera fundadors del grup a Alfonso Osorio, Fernando Álvarez de Miranda i Abelardo Algora, quan en 1973, en el Col·legi Major Universitari San Pablo de Madrid, encapçalen una iniciativa que aglutinava polítics i periodistes i que van començar a publicar articles en una vintena de periòdics d'Espanya sota el pseudònim de Grup Tácito en els quals aportaven les idees democristianes (i més tard també les liberals) per superar el règim dictatorial dins d'un projecte reformista, no rupturista, proper al que serien després les tesis d'Unió de Centre Democràtic. El projecte va sorgir dins d'alguns membres de la direcció de l'Associació Catòlica Nacional de Propagandistes.

## Creació i projecte
El 27 d'abril de 1973, Osorio i Algora, juntament amb altres contactats, havien redactat el que es considera document de creació i un disseny de les tasques clau: incorporar i aglutinar als democristians que, dins o fora del règim, estiguessin a favor d'una resposta democràtica per fi del franquisme; fer saber a l'opinió pública, a través de la premsa que controlava l'Associació Catòlica Nacional de Propagandistes (Diari Ya) i altres mitjans, les propostes, no a títol individual sinó de manera col·lectiva mitjançant la signatura amb pseudònim; el grup no tenia per objectiu constituir-se en formació política; defensa del pluralisme polític, la qual cosa portarà a acceptar la incorporació de liberals al projecte; defensa de la Declaració Universal dels Drets Humans; sobirania popular i aconfessionalitat de l'Estat; respecte a la legalitat establerta, encara que pogués limitar l'activitat del grup, considerant que les lleis són totes reformables; incorporar al pensament nacional el que es considerava veritable sentit del Concili del Vaticà II, explicitat en dos encíclicas (Pacem in Terris i Mater et Magistra), en la constitució pastoral, Gaudium et Spes, i a la declaració Dignitatis Humanae. El grup es va recolzar en l'Editorial Catòlica, el Diari Ya i en l'agència de notícies Colpisa, a més d'un grupuscle d'empreses creades expressament per a eludir les prohibicions associatives de la dictadura. Es va autodenominar "Tácito" per l'historiador i polític llatí Tàcit, del que es consideraven influenciats.

## Integrants
Els seus membres més coneguts van ser, a més d'Abelardo Algora y Alfonso Osorio, Eduardo Carriles, Pío Cabanillas, Íñigo Cavero, Leopoldo Calvo Sotelo, Landelino Lavilla, Jacobo Cano, Alejandro Royo-Villanova, Marcelino Oreja Aguirre, José Joaquín Puig de la Bellacasa, José Luis Álvarez y Álvarez, Juan Antonio Ortega y Díaz-Ambrona, José Giménez Mellado, Fernando Álvarez de Miranda, Andrés Reguera Guajardo, José Manuel Otero Novas, Juan Carlos Guerra Zunzunegui, Gabriel Cañadas, Joaquín Satrústegui, Gabriel Peña, José María Sanz Pastor, Juan Muñoz, Ignacio Gómez Acebo, Juan José Franch i Óscar Alzaga.

## Desenvolupament
L'activitat del Grup Tácito es pot considerar activa fins a 1976, quan Adolfo Suárez assumeix la Presidència del Govern i es precipita el procés de reforma política i el debat previ sobre Reforma o Ruptura.
El grup es va mantenir homogeni fins a la tardor de 1973, quan el mateix Osorio es va mostrar contrari a un procés que no fos la reforma de les Lleis Fonamentals, descartant qualsevol ruptura. Després, un altre moment crític va ser quan, l'últim President de govern del franquisme, Carlos Arias Navarro va presentar el projecte de tímida legalització d'associacions polítiques, el denominat esperit del 12 de febrer en 1974 que va constituir el màxim aperturisme del franquisme sociològic. Si bé la immensa majoria dels membres es van mostrar contraris a la reforma Arias per considerar-la molt insuficient, Tácito va obrir a partir d'aquest moment una bretxa amb una part notable dels aperturistes més propers a la dictadura, com Manuel Fraga, Federico Silva Muñoz (que havia participat en els inicis del grup), Laureano López Rodó i els vinculats a l'Opus Dei. Fernández Miranda i Íñigo Cavero, absolutament contraris al projecte d'Arias, van abandonar Tàcit també, almenys formalment.
En general, aquests moviments es veurien reflectits any i mig més tard amb les dues formacions polítiques de la dreta espanyola: Unió de Centre Democràtic i Alianza Popular, que responien al perfil d'aquesta divisió.

## Camí de la política de partits
A principis de 1975, mesos abans de la mort del dictador, les tensions en Tàcit es van presentar quan es va debatre la possibilitat de crear un partit polític a l'empara de l'Estatut d'Associacions de 1974. Aquest debat, juntament amb els contactes duts a terme per Tàcit amb el bloc que representava en aquell moment Manuel Fraga, la Junta Democràtica d'Espanya, l'Equip Demòcrata Cristià de l'Estat Espanyol i el Partit Socialista Obrer Espanyol, van crear una situació de total inestabilitat en la qual, a vegades, el grup estava a la vora de la desaparició per la renúncia dels seus membres, i en altres moments participaven en el seu si homes com Fraga i Juan José Rosón que havien rebutjat en diverses ocasions la seva participació. És el temps en el qual les aliances personals i grupals estan marcades per l'immediat horitzó d'un procés democratitzador que s'endevina. Les trobades amb el llavors Príncep, Joan Carles de Borbó, i amb el seu pare a Portugal, Joan de Borbó, desvelaven que la mort de Franco obriria un procés democràtic.
Mort el dictador i declarat Rei d'Espanya i Cap de l'Estat Joan Carles I, Tàcit es va mostrar sempre favorable al monarca. El nomenament d'Adolfo Suárez com a President del Govern, un home desconegut i aliè a Tàcit va provocar reaccions de sorpresa no exemptes de disgust. Alhora, Suárez es va envoltar d'alguns dels tàcits més destacats per a ministres clau com Osorio, Calvo Sotelo, Landelino Lavilla o Marcelino Oreja. Les aliances posteriors i la legalització dels partits polítics van representar una nova etapa i la fi de Tácito.

## Problemes amb el règim
El Grup Tácito no va estar exempt de problemes amb la dictadura encara que molts dels seus membres havien estat o eren alts càrrecs de l'Administració General de l'Estat. La Brigada Político-Social passava informació dels seus moviments a la Presidència del govern; en diverses ocasions van ser censurats els seus articles, o tancat el Diari Ya (en 1975 per l'article "Los sucesores") o censurades les editorials dels propis mitjans de comunicació. Tácito es va mostrar també a favor dels condemnats en el procés de Burgos, la qual cosa li va valer la recerca de la vida personal, familiar i laboral de molts dels seus membres.

## Llavor de formacions polítiques
Des de 1976, les formacions polítiques que sorgeixen amb vinculació major o menor al grup són moltes: el Partit Popular de 1976 encapçalat per Pío Cabanillas i José María de Areilza; el Partit Popular Demòcrata Cristià de Fernando Álvarez de Miranda, Íñigo Cavero i Óscar Alzaga i la Izquierda Democrática Cristiana, van ser alguns d'ells, i germen del que seria després la Unió de Centre Democràtic.